# Правительственный квартал (Берлин)
Правительственный квартал в Берлине включает:
- территорию вокруг Рейхстага
- Федеральную ленту с
  - Ведомством федерального канцлера и
  - Домом Якоба Кайзера,
- а также другие менее известные правительственные здания на Унтер-ден-Линден.